# Кодоха

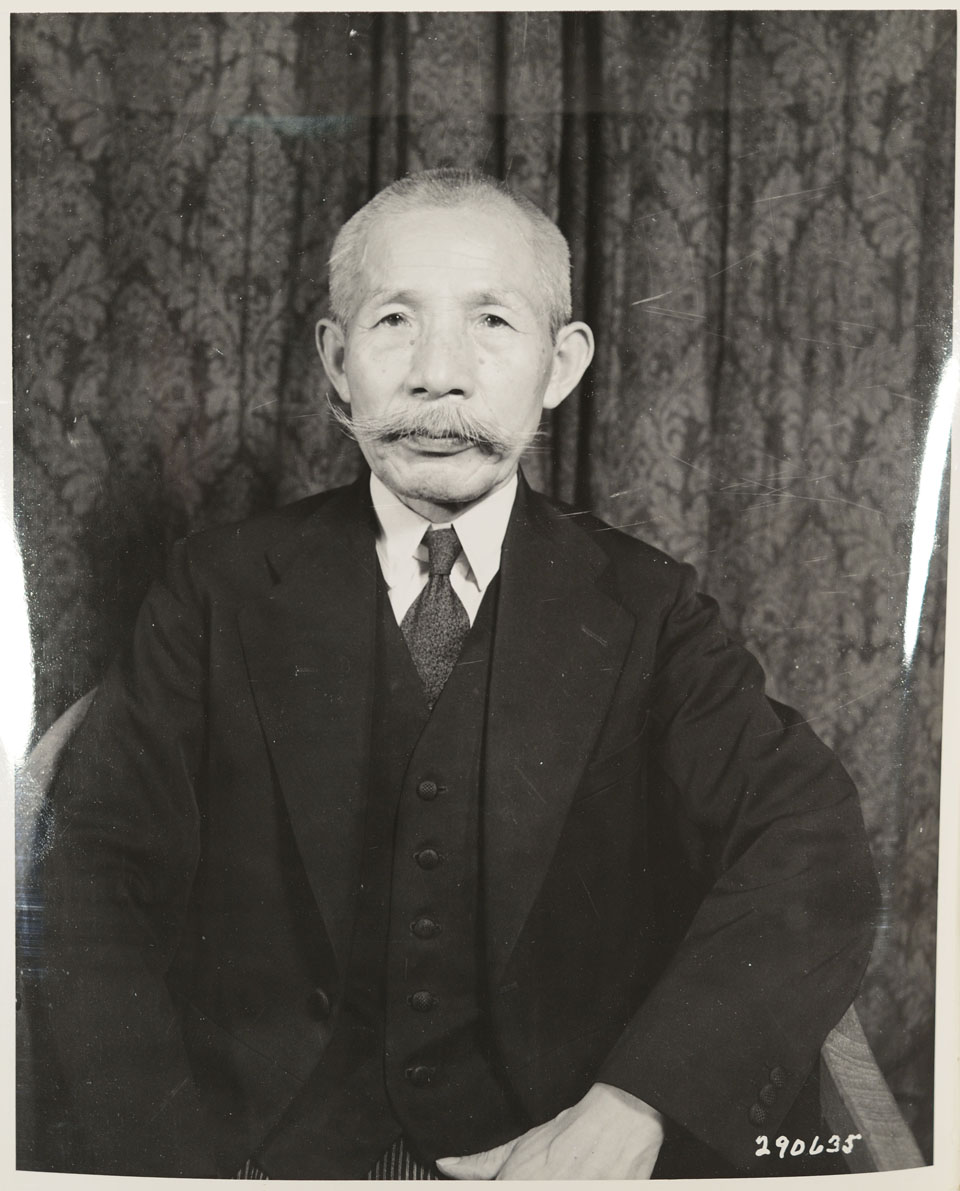
Японський генерал Аракі Садао, 1947 рік. Він вважався лідером і головним ідеологом воєнної фракції «Кодоха».

Кодоха або Фракція Імперського шляху (яп. 皇道派)— Японська воєнна фракція яка діяла в 1920-х і 1930-х роках в імператорській армії Японської імперії.

## Загальна характеристика
Воєнна фракція «Кодоха» прагнула створити японський військовий уряд, який пропагував би в Японській імперії тоталітарні, мілітаристські та агресивні експансіоністські ідеали, ця воєнна фракція в основному мала підтримку серед молодшого офіцерського складу імператорської армії Японської імперії. Радикальна воєнна фракція «Кодоха» конкурувала з поміркованою японською воєнною фракцією «Тосейха» (Фракція контролю) за вплив та домінування в японській армії до відомого інциденту «інциденту 26 лютого» 1936 року, коли фракція «Кодоха» була де-факто розпущена, а багато її прихильників були покарані або навіть страчені.
Воєнна фракція «Кодоха» ніколи не була організованою японською політичною партією і не мала офіційного статусу в імператорській армії Японської імперії, але ідеологія та прихильники воєнної фракції «Кодоха» продовжували впливати на японський мілітаризм до кінця 1930-х років.

## Соціальний вплив
Під час першої світової війни Японська імперія мала економічне зростання, але воно закінчилось на початку 1920-х років, після чого розпочалась в Японській імперії фінансова криза, яка увійшла в історію як «фінансова криза Сьова». Соціальні заворушення в Японській імперії посилювалися зі зростанням поляризації японського суспільства та збільшенням соціальної нерівності, через що виникали такі факти як «торгівля дівчатами», через це збільшувався вплив соціалізму, комунізму та анархізму на японські профспілки, але промислові та фінансові лідери Японської імперії продовжували збагачуватись через свої внутрішні зв'язки з японськими політиками та бюрократи. Японські військові вважалися «чистими» з погляду політичної корупції, а елементи всередині імператорської армії Японської імперії були сповнені рішучості вжити прямих рішучих дій для усунення передбачуваних загроз для Японської імперії, які вони вважали були створені слабкістю японської ліберальної демократії та політичної корупції.

## Джерела

Прапор, який використовувався Праведною армією під час спроби державного перевороту 26 лютого 1936 року. Чотири персонажі читають: «Шануй імператора, знищи зрадників» (尊皇討奸)

## Опозиція

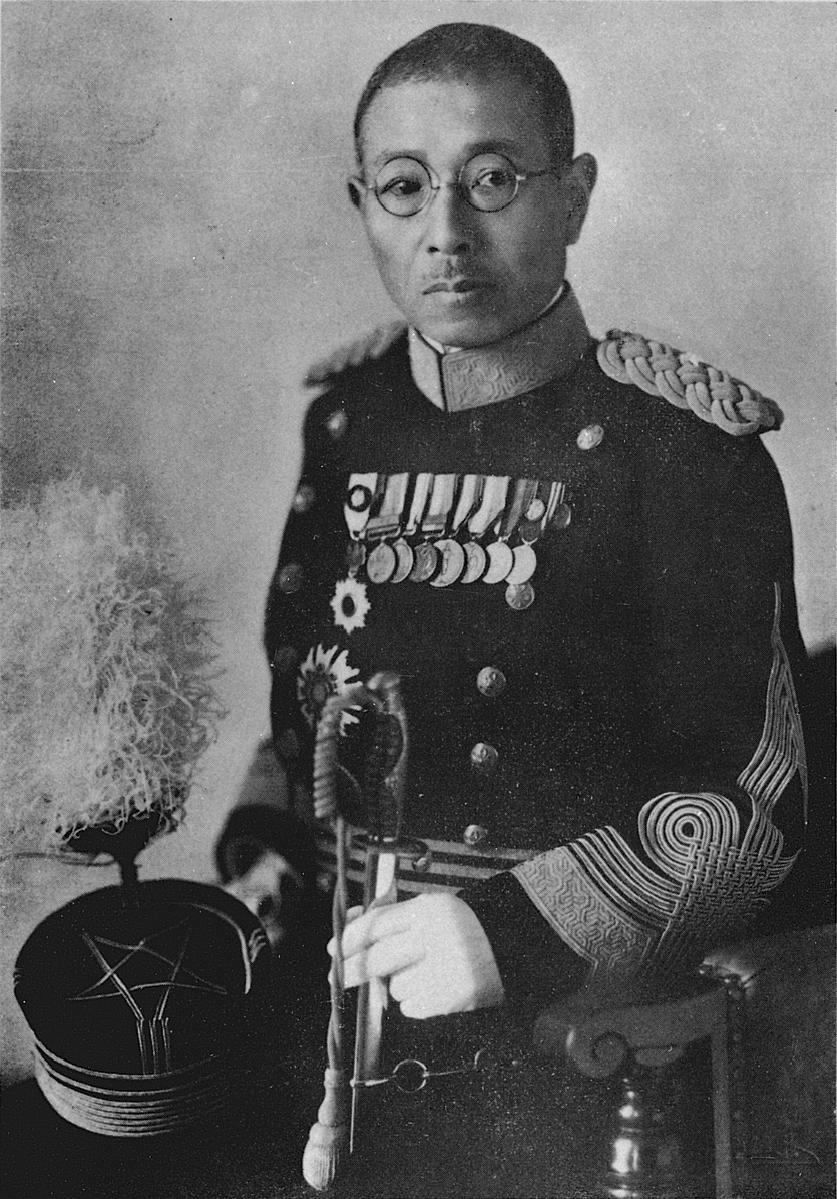
Японський генерал Тецузан Нагата 1934 рік. Був лідером воєнної фракції "Тосейха".

Японські старші офіцери пан Тецузан Нагата та пан Тодзьо Хідекі створили японську воєнну фракцію «Тосейха» (Фракція контролю), яка була об'єднана головним чином своєю опозицією до генерала Аракі Садао та його воєнної фракції «Кодоха».Одначе основоположним для обох воєнних фракцій було їх спільне переконання, що національна оборона Японської імперії, має бути посилена шляхом реформи японської національної політики. Обидві воєнні фракції перейняли деякі ідеї тоталітарної та фашистської політичної філософії та підтримали сильний скептицизм щодо політики японських політичних партій та так званої представницької демократії. Проте, замість конфронтаційного підходу воєнної фракції «Кодоха», який хотів спричинити революцію в Японській імперії, воєнна фракція «Тосейха» передбачила що майбутня війна буде «тотальною війною», яка вимагатиме співпраці японської бюрократії та японських економічних конгломератів так званих «дзайбацу» для максимального збільшення промислових і військових можливостей Японської імперії. Воєнна фракція «Кодоха» рішуче підтримувала стратегію «Хокушин-рон» («Доктрина північної експансії» або «Північний шлях»)» щодо здійснення превентивного удару по Радянському Союзу, але воєнна фракція «Тосейха» прагнула «обережнішого» розширення національної оборони за допомогою політики «Наньшин-рон» («Південна експансійна доктрина» або «Південний шлях»)».

## Падіння
Після інциденту відомого в історії як «Мукденський інцидент» обидві воєнні фракції боролися одна проти одної за панування над імператорською армією Японської імперії. Воєнна фракція «Кодоха» спочатку домінувала; але після відставки генерала Аракі Садао в 1934 році через його погане здоров'я, воєнна фракція «Кодоха» почала втрачати свій вплив. Генерал Аракі Садао був замінений японським генералом Хаясі Сендзіро, який мав симпатії до воєнної фракції «Тосейха».

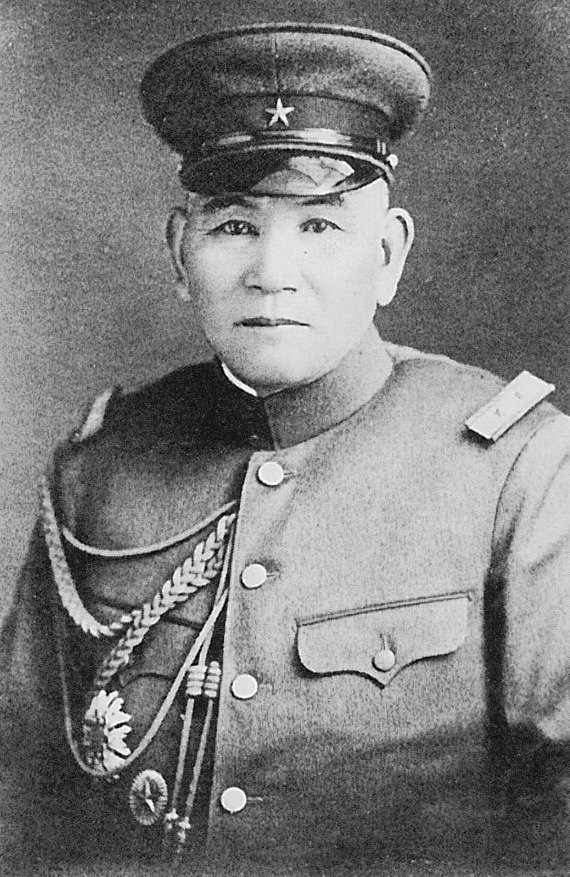
Японський генерал Джінзабуро Масакі 1932 рік. Був одним з лідерів воєнної фракції "Кодоха".

У листопаді 1934 року було розкрито змову офіцерів імператорської армії Японської імперії які були членами воєнної фракції «Кодоха» вони планували серію вбивств ряду важливих японських політиків, але їх розкрили перш ніж її вдалося втілити свій план у життя. Воєнна фракція «Тосейха» змусила Джінзабуро Масакі піти у відставку з посади генерального інспектора військової освіти, (ця військова посада займала третє місце по впливу в ієрархії імператорської армії Японської імперії), це було зроблено через його співучасть у вищезгаданій змові, а також було понижено у званні близько 3000 інших японських офіцерів. 
У відповідь японський офіцер та член воєнної фракції «Кодоха» підполковник Сабуро Айдзава вбив лідера воєнної фракції «Тосейха» японського генерала Тецузана Нагату під час інцидентів відомих в історії як «Інцидент у військовій академії», та «Інцидент з Айдзавою». Військовий трибунал над підполковником Сабуро Айдзавою проходив під юрисдикцією Першої піхотної дивізії в Токіо, командир якої, японський генерал Хейсуке Янаґава, був послідовником генерала Аракі Садао. Таким чином, судовий процес став засобом, за допомогою якого воєнна фракція «Кодоха» змогла засудити воєнну фракцію «Тосейха», вони також зуміли зобразити підполковника Сабуро Айдзаву як самовідданого японського патріота, а вбитого генерала Тецузана Нагату як безпринципного інтригана, який божеволів від влади.
Під час кульмінаційного моменту судового процесу над підполковником Сабуро Айдзавою, щоб зменшити напругу в районі столиці імперії міста Токіо, японська перша піхотна дивізія було направлено з Токіо на материкову частину до Маньчжурії. Але ці дії призвели до подальшої ескалації ситуації, оскільки воєнна фракція «Кодоха» вирішила, що настав час для прямих рішучих дій, і підтримала першу піхотну дивізію в їхній в спробі вчинити державний переворот 26 лютого 1936 року, який відомий в історії як «Інцидент 26 лютого». Поразка перевороту через три дні призвела до майже повної чистки членів воєнної фракції «Кодоха» з вищих посад в імператорській армії Японської імперії та відставки їх лідера генерала Аракі Садао.
Таким чином, після славнозвісного «інциденту 26 лютого» воєнна фракція «Кодоха» фактично припинила своє існування, а воєнна фракція «Тосейха» втратила більшу частину свого сенсу для існування. Попри те, що послідовники воєнної фракції «Тосейха» отримали контроль над імператорською армією Японської імперії, ідеали воєнної фракції «Кодоха» про духовну силу та імперський містицизм залишилися в японській армії, як і її традиція непідпорядкування молодших японських офіцерів (Гекокудзьо), і відродилася з початком другої японо-китайської війни в 1937.